# 傅德堅
傅德堅（1604年6月17日—？年），號完赤，四川夔州府新寧縣人，明朝政治人物。

## 生平
萬曆四十六年（1618年）戊午科四川鄉試中式舉人，崇禎十年丁丑科會試中式進士，工部觀政，本年授丹陽縣知縣，十二年降調，十三年補湖廣布政司檢校，十四年升漢川知縣，十六考察去職。

## 家族
曾祖傅守身〔壽官〕，祖傅厚〔河西知縣〕，父傅之藩〔貢生〕。